# Saint-Sulpice-de-Cognac
Saint-Sulpice-de-Cognac era una comuna francesa que estaba situada en el departamento de Charente, de la región de Nueva Aquitania, que el 1 de enero de 2024 pasó a formar parte de la comuna nueva de Val-de-Cognac como comuna delegada.

## Demografía
| Gráfica de evolución demográfica de Saint-Sulpice-de-Cognac entre 1800 y 2021 |
|                                                                               |

Los datos demográficos contemplados en este gráfico de la comuna de Saint-Sulpice-de-Cognac se han cogido de 1800 a 1999 de la página francesa EHESS/Cassini, y los demás datos de la página del INSEE.